# Wissenschaftlicher Beirat der Vereinten Nationen
Der Wissenschaftliche Beirat der Vereinten Nationen (UN Scientific Advisory Board, SAB) ist ein 2013 eingerichtetes Beratungsgremium aus 26 Wissenschaftlern, das den UN-Generalsekretär der Vereinten Nationen und die Spitzen der UN-Sonderorganisationen beraten soll. Die UNESCO bildet das Sekretariat. Die Einrichtung des Beirats war im Januar 2012 vom „UN High-Level Panel on Global Sustainability“ (Gremium für globale Nachhaltigkeit) vorgeschlagen worden. Das Gremium tritt Ende Januar 2014 zu seiner ersten Sitzung in Berlin zusammen.
Die erste Sitzung wird organisiert von der UNESCO, in Zusammenarbeit mit dem Auswärtigen Amt und der Deutschen UNESCO-Kommission.
Zu den Aufgaben des Gremiums zählen unter anderem:
- die Verbindung zwischen Wissenschaft und Politik stärken;
- sicherstellen, dass das UN-System aktuelle wissenschaftliche Erkenntnisse angemessen in seinen politischen Diskussionen und Entscheidungen berücksichtigt;
- Ratschläge entwickeln in Abstimmung und Kooperation mit einschlägigen UN-Organisationen mit Bezügen zu Technik, Natur-, Ingenieur- und Geisteswissenschaften, wie diese Organisationen im Bereich Nachhaltigkeit effektiver zusammenarbeiten können, und wie schleichende Ausweitungen von Zuständigkeiten, Überschneidungen und kontraproduktiver Wettbewerb zwischen den einzelnen Organisationen vermieden werden kann;
- Empfehlungen an den UN-Generalsekretär formulieren, welche Prioritäten im Bereich Wissenschaft für Nachhaltigkeit innerhalb des UN-Systems angestoßen oder von diesem unterstützt werden sollten, auch im Rahmen der „Post-2015-Agenda für nachhaltige Entwicklung“.

Die Mitglieder des Gremiums werden auf je zwei Jahre mit einmaliger Verlängerungsmöglichkeit berufen.